# Peter Café Sport
Peter Sport Cafe är en känd pub i staden Horta på ön Faial som är en av Azorernas nio öar.

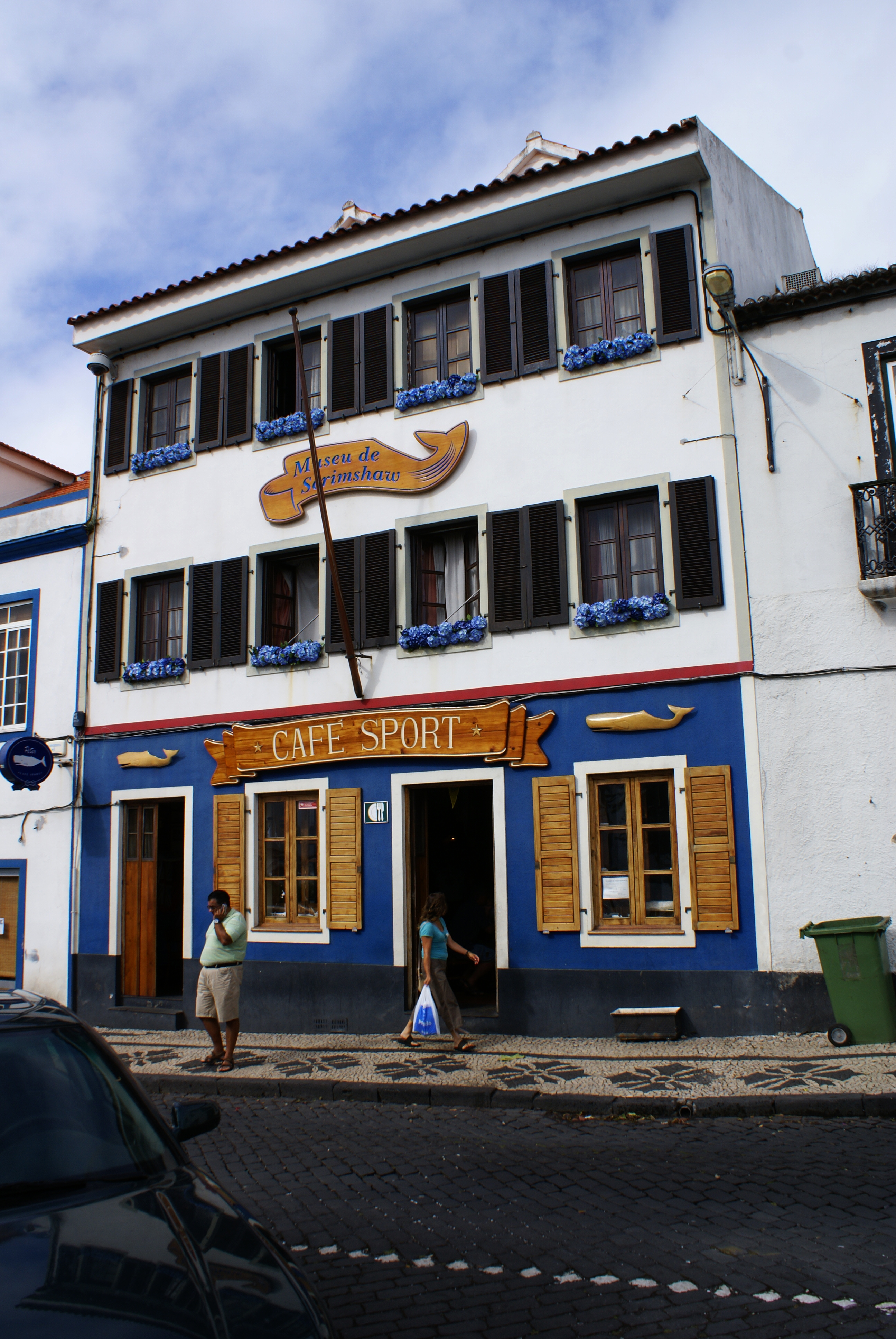
Peter Café Sport.

Hamnen i Horta och Peter Sport Cafe är en träffpunkt för seglare som skall korsa Atlanten och fungerar som seglarnas brevlåda och  bytescental för utrustning. Den har besökts av berömda ensamseglare som Joshua Slocum och Francis Chichester och har en stor samling av Scrimshaw. 
Puben öppnades år 1918 av den sportintresserade Jose Azevedo intill sin fars affär under namnet Cafe Sport.  Peter's lades till efter att puben  övertagits av sonen Henrique Azevedo som kallades Peter eftersom han liknade en officer på det engelska örlogsfartyget HMS Lusitania II som låg i hamnen i Horta under andra världskriget på grund av en skada. Peter dog 2005 så idag drivs puben och Scrimshawmuseet av hans son.

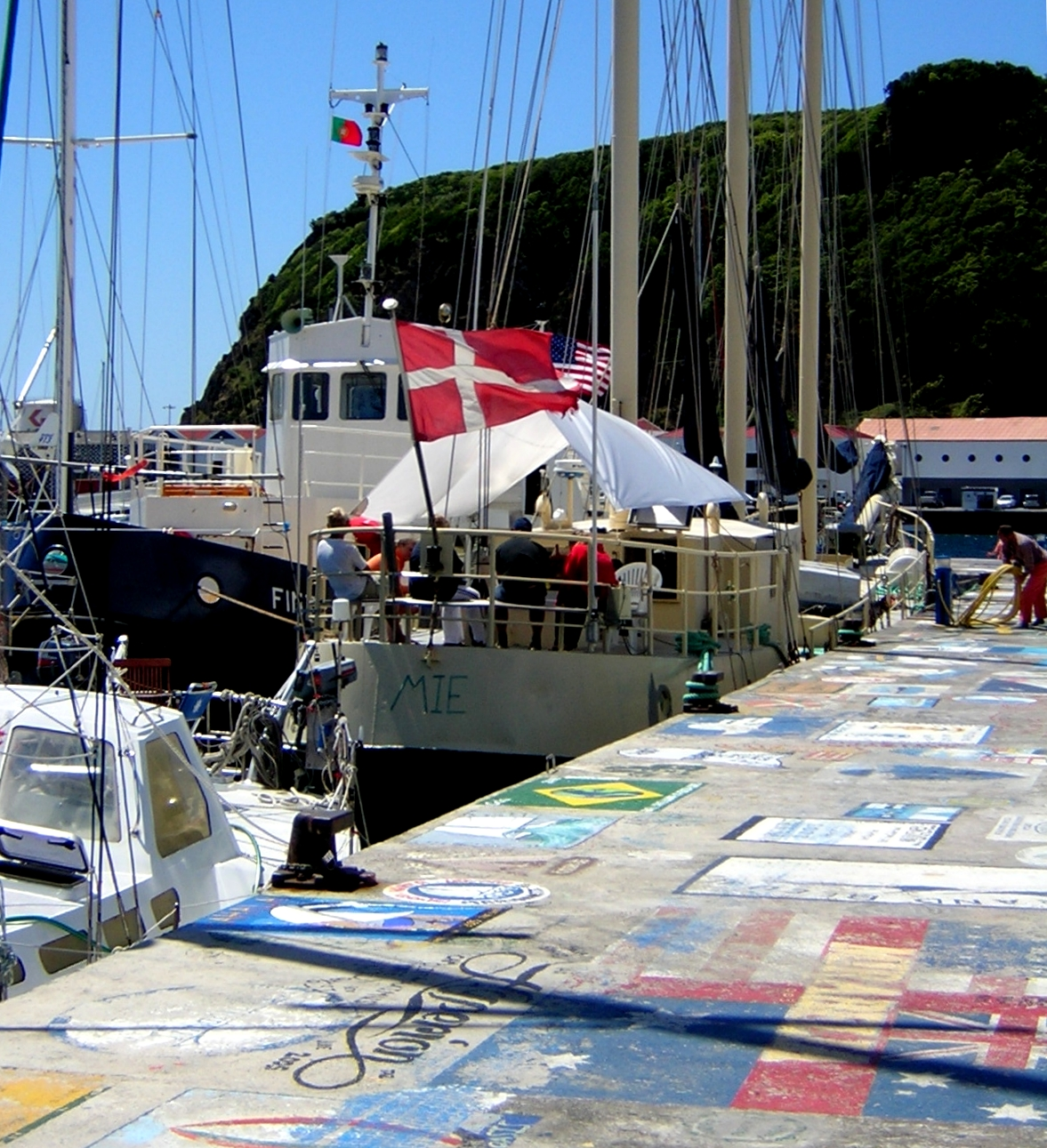
Målningar på hamnpiren i Horta.

Peter Café Sport är dekorerad med flaggor och hälsningar från besökande seglare som enligt traditionen skall skriva i pubens gästbok och måla en hälsning på  hamnpiren innan de startar sin världsomsegling.